# Miss Tierra República Dominicana 2011
El certamen Miss Tierra República Dominicana 2011 fue celebrado el 14 de octubre de 2011. Hubo 33 delegadas en el concurso. La ganadora representó a la República Dominicana en el Miss Tierra 2011.

## Resultados
| Resultados                            | Candidatas |
| ------------------------------------- | --- |
| Miss Tierra República Dominicana 2011 | - Monseñor Nouel - Sarah Féliz |
| 1a Finalista                          | - San Juan - Veronica Batista |
| 2a Finalista                          | - Santiago - Dairys Vargas |
| 3a Finalista                          | - Independencia - Alba Polanco |
| 4a Finalista                          | - Peravia - Jatnna Mármol |
| 5a Finalista                          | - Duarte - Rut López |
| Semifinalistas                        | - Azua - Yesica Encarnación - Bahoruco - Mirian Florián - La Romana - Isabel Trinidad - María Trinidad Sánchez - Paola Frometa - Puerto Plata - Franchesca Castillo - San José de Ocoa - Shirley Abud - Santiago Rodríguez - Flor Sosa - Valverde - Natividad Ventura |

### Premios especiales
- Miss Fotogenica -  Breini Feliz (Barahona)
- Miss Simpatía -  Sarah Féliz (Monseñor Nouel)
- Mejor Rostro - Veronica Batista (San Juan)
- Miss Cultura - Idelkis Sierra (Distrito Nacional)

## Candidatas
| Representa             | Candidata                    | Año | Altura          | Oriunda                    |
| ---------------------- | ---------------------------- | --- | --------------- | -------------------------- |
| Azua                   | Yesica Encarnación Melo      | 20  | 1,71 m (5′ 7″)  | Santo Domingo              |
| Bahoruco               | Mirian Florián Vargas        | 23  | 1,74 m (5′ 9″)  | Neiba                      |
| Barahona               | Breini Feliz Cristóbal       | 19  | 1,69 m (5′ 7″)  | Santo Domingo              |
| Com. Dom. En EEUU      | Yuleisy Mejía Jardines       | 18  | 1,77 m (5′ 10″) | Bronx                      |
| Dajabón                | Alejandra Canela Gómez       | 22  | 1,74 m (5′ 9″)  | Santiago de los Caballeros |
| Distrito Nacional      | Idelkis Sierra Then          | 21  | 1,75 m (5′ 9″)  | Santo Domingo              |
| Duarte                 | Rut Estel López Vargas       | 24  | 1,77 m (5′ 10″) | San Francisco de Macorís   |
| El Seibo               | Estefani Corporan León       | 20  | 1,72 m (5′ 8″)  | Santo Domingo              |
| Elías Piña             | Talisbeth Fortuna Vásquez    | 21  | 1,75 m (5′ 9″)  | Santo Domingo              |
| Espaillat              | Ana Lourdes González Leo     | 23  | 1,76 m (5′ 9″)  | Moca                       |
| Hato Mayor             | Scarlet María Súarez Mateo   | 19  | 1,68 m (5′ 6″)  | Santo Domingo              |
| Hermanas Mirabal       | Dahiana Villalona Reynoso    | 24  | 1,77 m (5′ 10″) | San Francisco de Macorís   |
| Independencia          | Alba Lucía Polanco Mota      | 22  | 1,80 m (5′ 11″) | Santo Domingo Este         |
| La Altagracia          | Ambra Solesin Solimán        | 21  | 1,75 m (5′ 9″)  | Salvaleón de Higüey        |
| La Romana              | Isabel Lariel Trinidad Morán | 23  | 1,71 m (5′ 7″)  | San Pedro de Macorís       |
| La Vega                | Katherine Cordero Ynoa       | 18  | 1,73 m (5′ 8″)  | Santiago de los Caballeros |
| María Trinidad Sánchez | Paola Frometa Tejada         | 21  | 1,77 m (5′ 10″) | Santo Domingo Este         |
| Monseñor Nouel         | Sarah Patricia Féliz Mok     | 23  | 1,79 m (5′ 10″) | Neiba                      |
| Monte Cristi           | Jinette Suero Osvaldo        | 20  | 1,76 m (5′ 9″)  | Santo Domingo              |
| Monte Plata            | Jennifer Lara Amaya          | 18  | 1,74 m (5′ 9″)  | Santo Domingo              |
| Pedernales             | Angelica Batista Criollo     | 24  | 1,81 m (5′ 11″) | Santo Domingo Este         |
| Peravia                | Jatnna Mármol Santiago       | 19  | 1,74 m (5′ 9″)  | Baní                       |
| Puerto Plata           | Franchesca Castillo Majtula  | 23  | 1,83 m (6′ 0″)  | Santiago de los Caballeros |
| Samaná                 | Dasiel Batista Pichardo      | 19  | 1,70 m (5′ 7″)  | Santiago de los Caballeros |
| San Cristóbal          | Yamilca Peralta Caucedo      | 25  | 1,75 m (5′ 9″)  | Santo Domingo              |
| San José de Ocoa       | Shirley Abud Hernández       | 20  | 1,77 m (5′ 10″) | Santo Domingo              |
| San Juan               | Veronica Batista Ríos        | 23  | 1,78 m (5′ 10″) | Santo Domingo              |
| San Pedro de Macorís   | Ana Esperanza Ruiz Cid       | 18  | 1,71 m (5′ 7″)  | San Pedro de Macorís       |
| Sanchez Ramírez        | Glenys Toribio Paulino       | 21  | 1,69 m (5′ 7″)  | Santiago de los Caballeros |
| Santiago               | Dairys Vargas de los Santos  | 18  | 1,82 m (6′ 0″)  | Santiago de los Caballeros |
| Santiago Rodríguez     | Flor Sosa Rodríguez          | 18  | 1,77 m (5′ 10″) | Santo Domingo              |
| Santo Domingo          | Lianna Estrella Camacho      | 24  | 1,67 m (5′ 6″)  | Santo Domingo Este         |
| Valverde               | Natividad Ventura Pontevedra | 20  | 1,71 m (5′ 7″)  | Santiago de los Caballeros |